# Абартах
Абартах, што вероватно значи "онај који чини подвиге", био је, у ирској митологији, несташан бог. Био је један од Таута Де Данана, који су владали Ирском све док нису свргнути од стране Милесијана, ратничких освајача који су дошли са простора садашње Шпаније. Протерани у подземље, Абартах и његови рођаци појављују се у ирским сагама више у облику херојских смртника него богова, иако у причама о његовим смицалицама према фенијанским (фијанским) ратницима постоји очит траг његовог божанског порекла.

## Митологија
Абартах је понудио да буде слуга Фину Макулу, једном од првих ирских хероја и наследног вође Фијана. Абартах је покушао да служи Фина Макула, пошто је херој наследио свог оца у вођству клана. Као гест добре воље, лукави Абартах дао је Фину дивљег, сивог коња. Уз велики напор ратници су успели да ставе узде на животињу, али је она одбијала да се покрене кад би је узјахали. Једино када се четрнаест ратника попело на његова моћна леђа, коњ се покренуо. Када се и Абартах попео иза свих њих, коњ је прешао у галоп, иако је на себи имао петнаест ратника који нису могли да пусте његов реп. Абартах их је одвео на други свет, јер је то била сврха његовог појављивања на земљи. Ова предивна земља, сматрана је од стране Келта, домом у коме су пребивали богови и богиње, и место у коме су се душе неко време одмарале пре поновног рођења. Остатак Фенијана укрцао се на магични брод, да би пратили Абартаховог коња. Најбољи крманош међу њима био је помоћник Фина Макула по имену Полтор. Он је успешно управљао бродом до другог света, у тој експедицији спасавања. Ту је Абартах био приморан да ослободи затворенике као и да сам побегне до Ирске држећи се за реп коња. Пошто су се часно нагодили, Фенијани су склопили мир са Абартахом.